# ONE PIECE 草帽劇場
《ONE PIECE 草帽劇場》是日本漫畫《ONE PIECE》的番外篇。

## 概要
ONE PIECE的番外編是各話數頁的短篇。草帽劇場劇最初的設定是在第304話「長環長島的冒險」附贈的全彩4格漫畫「海上的音樂會」。後由集英社發行的三本總集中編成3頁在“REPORT TIME”刊登。以這部作品為開端，總集編共有5篇被發表，成為被動畫化的“草帽劇場”的系列名。除了“CHOPPER MAN”外其餘都以“○○TIME”來表示。

## 作品一覽
正在從“REPORT TIME”到“SPACE TIME ”都被收錄於“ONE PIECE YELLOW ”，“3年SEA班紅髮時間”到“江戶sullivan時間”都被收錄於“ONE PIECE GREEN”。
『報導時間』
『ONE PIECE總集編 2ND LOG "SANJI"』揭載。敘述香吉士加入草帽海賊團前，魯夫·索隆·娜美·騙人布的飲食生活。
『大嬸時間』
『ONE PIECE總集編 3RD LOG "NAMI"』揭載。草帽海賊團全員（佛朗基、布魯克除外）以大嬸姿態登場。
『無仁義時間』
『ONE PIECE總集編 5TH LOG "CHOPPER"』揭載。草帽海賊團全員（佛朗基、布魯克除外）以黑道姿態登場。
『喬巴超人』
『ONE PIECE總集編 6TH LOG "ARABASTA"』揭載。
『怪物時間』
『ONE PIECE總集編 7TH LOG "VIVI"』揭載。草帽海賊團全員（佛朗基、布魯克除外）以幻獸姿態登場。
『太空時間』
收錄於“ONE PIECE YELLOW ”，以外太空為舞台的故事。
『3年SEA班紅髮時間』
『ONE PIECE 10TH TREASURES』揭載，以學園為舞台的故事。
『童話時間』
『ONE PIECE總集編 10TH LOG "BELL"』揭載，草帽海賊團全員以童話人物姿態登場。
『家庭時間』
『ONE PIECE總集編 13TH LOG "NICO ROBIN"』揭載，草帽海賊團全員以家庭姿態登場。
『江戶sullivan時間』
草帽海賊團全員以江戶時代的姿態登場。
『名偵探LOOMES』
『ONE PIECE總集編 15TH』揭載。草帽海賊團全員以2年後的姿態登場，以旅館為舞台，發生了密室殺人案的故事。
『RPG時間』
『ONE PIECE總集編 20TH』揭載。草帽海賊團全員成為RPG遊戲中的角色與反派。

## 登場角色

### 報導時間
魯夫、索隆、娜美、騙人布、香吉士
現場噴口水
訪問草帽海賊團的缺德記者，口頭禪是「我無話可說」。

### 大嬸時間
魯夫崎
菜單裡只寫肉料理的大嬸，喜歡吃煎餅。
索隆山
為了做生魚片把廚房和醬油瓶都切成兩半的大嬸。
喬巴森
帶著白飯來到百貨公司試吃專櫃吃飯的麻煩的馴鹿。
香吉田
喜歡亂摸女性身體的好色大嬸。
娜美島
把自己的事放一邊，每月嚴厲訓斥1次“海賊大嬸軍團”的正義大嬸兼大地主，同時也是眾大嬸裡最強的。
騙人川
愛到處騙人的大嬸，喜歡羅賓野做的米糠醬菜。
羅賓野
常因為魯夫崎他們沒分類可燃垃圾一事而困擾的大嬸，她做的米糠醬菜很好吃。
達絲琪（試吃專櫃）

### 無仁義時間
首領·魯夫奧內
「魯夫奧內幫」的幫主，抽雪茄的原因是不屑和平民吸一樣的空氣。
首領·索隆西亞
「索隆西亞幫」的幫主，被我方的成員羅賓達背叛死亡。
首領·香吉諾
「香吉諾幫」的幫主，梳大背頭，但因為某些原因而擋住了一隻眼睛，一臉幸福的被娜美摩雷開槍擊中，昇天。
騙人托亞
「魯夫奧內幫」的成員，被索隆西亞開槍擊中，戰死。
喬巴里尼
「香吉諾幫」的成員，前去討伐魯夫奧內結果被開槍擊中，戰死。
娜美摩雷
「索隆西亞幫」的成員，在幹掉香吉諾之後，因為看到金庫裡大量的錢而幸福死。
羅賓達
「索隆西亞幫」的成員，背叛索隆西亞，最後因兩敗俱傷而陣亡。
摩艾
在某座島上因無聊而打瞌睡的摩艾石像，這場戰鬥從頭到尾都是他在做的夢。

### 怪物時間
羅杜莎
蛇髮女妖，和她四目交接就會被變成石頭，普通時候都戴著太陽眼鏡。
騙人阿凱
手持弓箭的人頭馬，為了製作角笛而到處找尋「夢幻之角」。
魯吉嘎歐
想釣到「夢幻之魚」的龍，頭上長了一對「夢幻之角」。
喬巴肯
在海底深處尋找「夢幻寶物」的途中被甜甜的餌吸引，結果被魯吉嘎歐釣上來的大王章魚。
草娜美
人魚，禁止喬巴肯靠近她的「夢幻寶物」。
香吉薩拉
住在海裡的奇怪河童，抽菸，手持巨大酒壺，頭上長了「夢幻盤子」。
索隆牛奶
外形像乳牛的牛頭怪，手持「夢幻鐵棒」。

### 太空時間
魯夫太郎隊員
月球防衛軍。最喜歡吃肉。秘密的真面目「草帽超人」。
草帽超人
宇宙的超級正義使者。很強、很高大。只要不小心超過五分鐘的變身時間，就永遠沒辦法吃肉。(會得糖尿病。)
羅賓雅公主
月球上的公主。拜託魯夫太郎找草帽超人保護月球。
香本達
火星上的黑暗格鬥家。結成黑暗聯盟要侵略月球！
索隆達天那
金星上的黑暗劍客。結成黑暗聯盟要侵略月球！
騙人狙擊王
由香本達製造的宇宙大型機器人。狙擊命中率是宇宙第一。
佛朗夏塔
由索隆達天那製造的宇宙大型機器人。威力是宇宙第一。
喬巴史密斯
月球防衛軍派出的間諜。刺探黑暗聯盟的情報。
娜美塔星人
住在娜美塔星上的性感宇宙怪人。

### 3年SEA班紅髮時間
佛朗則
鐵人刺頭，光頭，喜歡喝鄰島鐵屑公園的可樂。
喬巴彥
怪物刺頭，喜歡吃超甜棉花糖。
索隆道
兇器刺頭，帶著三把刀在學校閒逛。
娜美惠
電擊刺頭，喜歡穿迷你裙。
香助
吸煙刺頭，被老師指責眉毛太捲違反校規。
騙人也
暗黑天才駭客，讓學校的廣播系統壞掉。
羅賓香
暗地交易、走私，抽菸，外表像個大姐頭。
魯夫四郎
暴怒二檔，目標是考上「哈佛地大學」，生氣時會使出“二檔”，曾經炸毀學校。
紅髮老師
來到3年SEA班的任職老師，教導3年SEA班成為了不起的海賊。

### 童話時間
魯噗
三隻小豬的長子，住在稻草屋，口頭禪是「哼哧」。
喬撲
三隻小豬的次子，住在木頭屋。
布魯噗
三隻小豬的三子，住在磚塊屋。
佛朗嗷嗚
森林惡狼，被三隻小豬瞬間擊垮，絕招是「狼來砲」。
白雪索隆公主
公主，長相凶惡，自稱皇后忌妒其美貌而不得不離開城堡，因為吃有毒的蘋果“核”而昏迷不醒。
騙人其婆婆
神仙教母，送給白雪索隆公主漂亮的婚紗和玻璃鞋，私底下則吐槽白雪索隆公主的恐怖長相。
娜美皇后
皇后，送毒蘋果給白雪索隆公主，企圖毒殺她。
羅賓普理王子
鄰國王子，本來要幫三隻小豬解救昏迷不醒的白雪索隆公主，但是……
香秋
湖之女神。

### 家庭時間
草帽魯夫郎
草帽家族么子，小學3年級，和食堂大審的關係很好，喜歡玩找食物的冒險，有著可以邊睡覺邊偷吃鄰居冰箱裡食物的特技。
草帽索隆平
草帽家族父親，重視武士道，討厭家裡人，口頭禪為「切腹」。
草帽娜美美
草帽家族長女，小學4年級，數理系，最愛他人財物，曾偷走學校金庫裡所有學生的生活費。
草帽騙人艾
草帽家族母親，只會說謊，討厭烹調和家務，曾騙鄰居說布魯藏爺爺過世，然後用收到的帛金全家人去海水浴場玩。
草帽香吉郎
草帽家族次男，小學5年級，喜歡女生，足球部，以替娜美美送忘記的東西為名義，大膽偷窺女子更衣室。
草帽喬巴
草帽家族寵物，頭上長角的貓，最愛冬天，經常去世界第一高山散步。
草帽羅賓娜
草帽家族祖母，高雅，完成了世界遺跡發掘。
草帽佛朗一郎
草帽家族長男，小學6年級，暴走族，討厭上學，與父親一見面就要打架。
草帽布魯藏
草帽家族祖父，想看內褲，曾多次騷擾女學生而遭到警察逮捕。

### 江戶sullivan時間
橡膠川魯夫野比
橡膠川第15代將軍。
佛本武藏
橡膠川家武士。
騙川五右衛門
大盜賊。
娜美蜜姬
魯夫野比將軍之女。
雷電香衛門
江戶的橫綱。
妮可佩利
sullivan合眾國海軍艦隊司令官，外型參考自黑船來航事件中美國海軍將領馬修·培理。
喬部半藏
忍者。
索隆作
貧窮的農民。
布魯太夫
吉原超級花魁。

### 名偵探LOOMES
夏洛特·魯爾摩斯
名偵探，名言是「在我目光所及的範圍內發生的案件必會水落石出」。
騙人頓君
魯爾摩斯的助手，常因為魯爾摩斯隨意辦案的態度而用手上的棒子敲打他的頭。
娜美隆·斯通
莊園傭人，有殺人經驗，因布魯內基常對她性騷擾，所以老早就有想做掉他的念頭，是命案現場的第一個目擊者。
中村·半索郎
試刀劍客，最喜歡隨便砍半夜走夜路的人。
羅比＆喬萊德
強盜殺人犯的雙人組，自稱殺了14個人，並且表示是因為社會這玩意太讓他們不爽了，必殺技是用槍托海扁人。
骷髏·香吉士煙
殺手，自稱殺了30個人，但本身有執業操守，錢都是跟僱主要。
分屍佛朗基
殺人鬼，手持雙刀，每天都想把人剁成一塊一塊的。
布魯內基
土豪，本次案件的受害者，被自宅的女傭娜美隆發現死在自己房內，身邊常抱著的一個裝滿錢的保險箱也不翼而飛，但大家後來才知道保險箱是他自己不小心搞丟，而他本人也只是在房間裡玩裝死遊戲。

### 大馬戲團時間
魯加奧
騙人古力亞團雜技獅
索貝亞
騙人古力亞團雜技熊
象香
騙人古力亞團雜技象
娜茉
騙人古力亞團馴獸師
騙人古力亞
騙人古力亞團團長
喬丑巴
騙人古力亞團小丑
鋼索賓
騙人古力亞團走鋼索
佛朗科
騙人古力亞團空中飛人
布魯科
騙人古力亞團空中飛人

### RPG時間
英雄魯夫
英雄
戰士索隆
戰士
好色史萊姆(香吉士)
史萊姆
英雄騙人布
英雄
魔神官娜美
魔神官
喬巴惡魔
惡魔
法師羅賓
法師
佛朗基魔像
魔像
大魔王布魯克
魔王

## 草帽海賊團四格劇場

### 登場人物

#### 魯夫篇（魯夫船長的「只要形狀像也好」）
魯夫
索隆
香吉士

#### 索隆篇（索隆哥的「觀光導遊」）
索隆

#### 香吉士篇（邁向男子漢知道的「男子漢香吉士」）
香吉士
騙人布

#### 騙人布篇（騙人布哥的「GO TO 打鬼去」）
騙人布
猴子老大

#### 娜美篇（女王娜美的「向星星許願」）
娜美
騙人布

#### 喬巴篇（正義使者「喬巴超人」）
喬巴

#### 薇薇篇（薇薇公主的「魔法神燈」）
薇薇
神燈魔人

#### 羅賓篇（惡魔的化身「羅賓惡魔」）
羅賓
DJ撒旦